# 吹落的樹葉
《吹落的樹葉》（羅馬化：Bai Mai Tee Plid Plew），為泰國One 31與LINE TV於2019年6月11日起播出的情節電視劇，改編自泰國著名作家彤瑪揚蒂的小說《吹落的樹葉》。此劇講述一個自小擁有女生心靈的男生，在成年後以變性後的新模樣，返回泰國開展模特兒生涯，以及糾纏於傷害她的家人的故事。

## 劇集背景
此劇改編自泰國著名作家彤瑪揚蒂的小說《吹落的樹葉》，該小說於1988年出版。其時，泰國第一本有關跨性別議題的小說只於六年前（1982年）出版，社會亦從未關注變性群體，連「雙性戀」的稱呼也未出現。作者彤瑪揚蒂在資料缺乏下，以個人的想像力和理念描繪變性後的女子的心境，塑造出主角Nira。

## 劇情簡介
Nira（平采娜·樂维瑟派布恩 飾）是一個心中住著小女孩的男孩子，除了他的母親全心全意地愛他之外，他不被任何人接受。他的父親是一個房地產大亨，非常的有名，他厭惡喜愛女孩物品的Nira，對此他遷怒到Nira的母親，並且虐待他們母子，連帶他的姑姑Rangrong也瞧不起他，有樣學樣的欺負他。他的母親也只能帶他去找心理醫生Benjang，接受心理輔導。
每日飽受冷漠的Nira，希望他的父親像他的姑父Chatchavee（普提查·克瑟辛 飾）一樣關心並傾聽他，姑父是除了他的母親之外令他感到溫暖的男人。隨著移情作用，Nira對他姑父好感開始變質，在禁忌的愛情發生之前，Chatchavee恰好注意到他侄子對他的這種異常的感情，於是他開始否認Nira對他的善意。
姑父的拒絕使得Nira受到了巨大的創傷，決定在他母親的支持下做一些改變他余生的事情。母親隱瞞他父親，讓Nira接受了改變性別手術，徹底將自己變成了一個華麗的女人。不幸的是，她的母親因為接父親的電話而出車禍死亡。她傷心欲絕，離開了醫院，由於當時他母親和傭人坐同車，在車禍發生爆炸後警方誤認母子都已死亡，Nira只能和母親生前要好的管家在英國生活。直到她在電視看到他的父親和姑姑利用他母親的死作為生意的籌碼，氣憤的她決定回到泰國發動復仇。
為了復仇，她尋求Benjang醫生幫助她，帶她回家。像他的妹妹一樣生活。Nira一步步地設計走入更多的高級、上流的社會人士，並設計遇見了Chatchavee。由於她的美麗，Chatchavee和Nira的父親開始為她淪陷。他們都不認識她。Nira也發現自己愛上Chatchavee，內心也對復仇越來越掙扎。當Nira的姑姑嫉妒她決定聯手和Nira的競爭對手Manao一起對付她，並發現Benjang醫生對他的情意後，悲劇的愛情開始變得越來越複雜。

## 演員陣容
註：括號內的演員姓名為小名或中文名（如有）。

### 主要人物
| 演員                                    | 角色                               | 介紹 |
| 平采娜·樂维瑟派布恩 （Baifern／呂愛惠） | Chananthawat Siriwat/ Y （變性前） | 22岁的她剛從英國回来，看起来漂亮又時尚的神秘女子，實際是Chomthawat已經整容與變性的兒子。暫時居住在其母親好友的醫師丈夫家裡時，意外開始了彩妝師的工作。因為技高超卓越，與愈來愈多的社會名流來往，而成為了藝人模特。在深陷緋聞的同時，不為人知的過去也漸漸被挖掘。 |
| 平采娜·樂维瑟派布恩 （Baifern／呂愛惠） | Nira Kongsawad （Ni） （變性後）   | 22岁的她剛從英國回来，看起来漂亮又時尚的神秘女子，實際是Chomthawat已經整容與變性的兒子。暫時居住在其母親好友的醫師丈夫家裡時，意外開始了彩妝師的工作。因為技高超卓越，與愈來愈多的社會名流來往，而成為了藝人模特。在深陷緋聞的同時，不為人知的過去也漸漸被挖掘。 |
| 普提查·克瑟辛 （Push）                  | Chatchavee （Chat/Mr. Nai）        | Nira的姑父、Rungrong的丈夫。家中独子，是內外兼具的建潢設計師，以及是跟朋友合夥的創業家。他在Nira童年時非常愛護他，即使在他成年後仍對消失已久的Nira念念不忘，使Nira在回國後深愛著他。他跟Rangrong結婚是因為她謊稱自己懷孕，雖然在其婚後很快就發現了騙局，但是仍然盡量地配合Rangrong在人前扮演恩愛夫妻。即使妻子是超級大醋罈、控制狂、占有欲强，且經常說話不留情面，依然給她面子忍耐她。 |
| 昱拉南·帊摸孟低 （Sam）                 | Chomthawat Siriwat （Chom）        | Nira的父親、Rungrong的哥哥，擅於賺錢的大企業家。個性風流，即便结婚，仍會跟婚前一樣直接將女人帶回家。非常關心兒子，但面對其性別認同的問題，卻經常以打罵來解決。在自己的妻子帶兒子去英國生活後甚至是为其办葬礼时，依舊維持風流的生活。此外，他对男女以外的性别也十分排斥。一直认为没有自己得不到的女人，遇到Nira后便想方设法得到她。                                                     |
| 妮達·帕查娜維拉潘 （Tangmo）            | Rangrong Siriwat （Rong）          | Chomthawat的妹妹、Chatchawee的妻子。為了擴張事業而騙婚，卻也因此導致婚姻不順。雖然與丈夫的思維相差甚遠，但真心愛著丈夫，並時時擔心其與其他女人過於親密。性格刻薄，为所欲为，也喜欢用言语讽刺他人。 |
| 維塔亞·瓦蘇格來帕訕 （Aun）             | Benjang Sintu （Ben）              | 一個有名卻不隨便接待病人的精神科醫師。妻子Brun因為癌症去世。曾經受過妻子的囑託，好好照顧其好朋友及其好朋友的兒子。雖然自己的社會名聲及地位都不錯，但生活還是簡樸乾淨。沒有孩子，沒有再婚，家裡只有一個關係很好的傭人在照顧他。直到為了履行對於妻子的承諾，讓Nira住進家裡以後，事情才開始發生變化。                                                                                     |
| 琪拉蒂·馬哈樂沙空 （Gypsy）             | Manao （Nao）                      | 知名明星，雖然在社會大眾的面前表現溫柔善良，但是私底下卻很自大、小氣且剛愎自用。常常遲到、早退，及算計他人。在Nira開始崛起後，她處處壓逼Nira。宁愿找出證據令Nira從演藝圈中身敗名裂而不提升自我形象，让闪光点和聚焦点重新照亮自己。 |

### Nira及Benjang周邊人物
| 演員                      | 角色    | 介紹 |
| 咋基·阿瑪拉 （Ton）       | Pon     | Nira母親原先的管家叔叔，視Nira為自己的親人，非常疼愛她。在Nira回國後，他一直在Nira身邊保護著她，最後在阻止Nira的秘密被偷走時遇溺身亡。 |
| 納塔·咯誒 （Mai）         | Onsri   | Benjang的傭人，視Benjang為自己的親人在照顧，非常疼愛Nira。她是最早發現Benjang愛上Nira的人。                                            |
| Fat Return                | Yoddoi  | Nira的經紀人，變性後的女人，真心誠意地栽培Nira，視Nira為她的女兒般照顧她。                                                             |
| 拉萨迷克·发克龙 （James） | Baitong | 化妆师。Nira的朋友。常常給予Nira溫暖。                                                                                                 |

### Rungrong周邊人物
| 演員               | 角色             | 介紹 |
| 剖破·如娃維        | Ying Oon （Oon） | Rungrong的朋友，時尚走秀策展人，對Manao擺大牌的態度感到不滿，決定讓Nira取代Manao，令Nira開始受大眾關注。 |
| 巴非·蘇格林·普啃考 | Paeng            | Rangrong的化妝師，娘娘腔兼同性戀者。                                                                     |

### Manao周邊人物
| 演員                     | 角色 | 介紹                                                                                                   |
| 庞尼兰·甘塔钦达 （Book） | Odd  | Manao的朋友，記者，與Manao之間有合作關係，曾經想要阻止Manao公開Nira的秘密。                            |
| 粗迪瑪·奶納 （Ae）       | Jib  | Manao的經紀人，經常為她收拾爛攤子。千方百计想讨好资源多人脉广的Yoddoi，以换取Manao的工作机会及曝光率。 |

### 特別出演
| 演員                                 | 角色                 | 介紹 |
| 阿帕喜理·尼低彭 （Um）               | Niramon              | Nira的媽媽，前美姐。在兒子成長時一直沒有阻止他的女性化行為，並刻意讓兒子以女裝在丈夫派對上在眾人前出現。後來，她支持兒子變性的決定，在Nira整容即将康复之际因其父亲打电话骚扰而车祸逝世。 |
| 蘇帕蓬·尤多坎扎納 （Saint／黃明明）  | Chananthawat Siriwat | 在進行整容及重置性別手術前，青年時期的Nira。 |
| Thankorn Kanlayawuttipong （Angpao） | Chananthawat Siriwat | 兒童時期的Nira。 |
| 蘇佩空·基三沃 （Tok）                | Ponchai              | Paeng的親戚，曾經是記者的偵探，不斷翻出Nira的秘密，於Nira和媽媽在倫敦的家查找出Nira的變性資料時，在泳池裏將到場阻止他的Pon溺死。                                                         |
| Day Freeman                          | Bib                  | 變性後的女子，以前曾為清邁黑幫，Yoddoi的朋友。 |

### 其他人物
| 演員     | 角色             | 介紹                                                                                         |
| 暂不确定 | Proong Kongsawad | Benjang的妻子，与Niramon交情甚深，因癌症逝世。逝世前曾嘱咐Benjang好好照顾Niramon与他的孩子。 |

## 劇集迴響

### 關注議題
此劇為典型的情節劇（Melodrama），以轉折不斷的劇情，例如變性勾引爸爸、車禍、復仇、親人之間的不正當關係等橋段吸引觀眾。以致此劇在不少文章和報道中被歸類為一「狗血劇」。劇集評論者則指出，此劇的「狗血」劇情鋪墊合理亦具有邏輯，亦透過「狗血」的劇情帶出劇集希望讓觀眾接收的訊息。
當中，此劇關注了不少社會議題，包括性別認同、外遇、家庭暴力、移情作用等。台灣論者「小若」指出，此劇在「狗血」的劇情下蘊含多元議題格局，例如性別不安者能透過變性手術獲得自我認同感、性別認同障礙觸發家庭關係衝突、家庭暴力對兒童帶來的影響等，乃是透過誇張的劇情探討該等一直存在的社會問題。
另外，由於泰國人多信仰佛教理念，「善有善報，惡有惡報」、因果報應、積德行善等佛家觀念深入人心。此造成電視劇的好角色及壞角色甚為面譜化，使劇情明顯地出現正邪的對抗，降低了劇集的品質。此劇反映了該等泰國的價值觀，劇情亦大致遵循因果報應的邏輯。例如編劇曾指出希望觀眾能透過觀賞劇集思考「原諒與放下」的訊息。而劇集的結局亦與原作不同，改為女主角最終原諒曾經傷害她的人。撰寫劇集評論的網絡博客皆指出，此劇的劇情鋪排反映出著重寬恕和原諒的價值觀。

### 劇情內容
於劇集播出前，中文社交平台曾流傳一段編造的劇情概要，指出男主角（Nira）原是男同性戀者，但因為愛上繼母決定當直男，但繼母其實是女同性戀者。於是，他決定去做變性手術，而Nira父親愛上了變性後的兒子，更打算拋棄第二任妻子。而繼母後來也知道Nira的秘密，演變成一段剪不斷理還亂的三角戀情。由於該編造版本的劇情過份誇張，因而曾在社交平台上引發熱議，在播出前已成為話題。
此劇實際上亦未有完全按照原著小說改編成電視劇。當中，Chatchavee一角在原著小說中為Nira的叔叔，而劇集為符合泰國影視要求，將角色改為無血緣關係的姑父。另外，由於上述的劇情改動，令此劇的結局與原作不同。這引發觀眾的議論和爭議，主要為圍繞「復仇」與「寬恕」兩種相反價值的爭議。認同前者的觀眾則批評此劇「爛尾」，而認同劇集結局著重寬恕價值的觀眾，則有指出「人生不應該一直活在仇恨之中」的聲音。
劇集主演平采娜則指出，劇組曾為劇集拍攝數個結局，至臨近劇終前仍未能決定採用哪個版本。而原定的結局則因情節過分悲慘，劇組恐怕觀眾難以接受而最終決定採用現時的版本。

### 關注度
此劇因破格的劇情，令熱度從泰國國內延伸到海外，在網絡上引起話題。劇集播出期間，此劇曾登上泰国与全球Twitter及微博的熱門搜尋榜。同時，此劇於泰國國內播映期間相當受關注，為2019年One 31電視台平均收視率第二高的劇集，以單集計更為該電視台在2019年收視最高的劇集。LINE TV上的重播次数也很高，累计访问量超过3亿次。

## 收視率
| 集數       | 播放時段 (UTC+07:00) | 播放日期      | 收視率 |
| ---------- | -------------------- | ------------- | ------ |
| 1          | 週二 21:20           | 2019年6月11日 | 1.51%  |
| 2          | 週三 21:20           | 2019年6月12日 | 1.91%  |
| 3          | 週二 21:20           | 2019年6月18日 | 1.96%  |
| 4          | 週三 21:20           | 2019年6月19日 | 2.02%  |
| 5          | 週二 21:20           | 2019年6月25日 | 2.00%  |
| 6          | 週三 21:20           | 2019年6月26日 | 2.32%  |
| 7          | 週二 21:20           | 2019年7月2日  | 2.63%  |
| 8          | 週三 21:20           | 2019年7月3日  | 2.45%  |
| 9          | 週二 21:20           | 2019年7月9日  | 2.47%  |
| 10         | 週三 21:20           | 2019年7月10日 | 2.26%  |
| 11         | 週二 21:20           | 2019年7月16日 | 2.48%  |
| 12         | 週三 21:20           | 2019年7月17日 | 2.00%  |
| 13         | 週二 21:20           | 2019年7月23日 | 2.35%  |
| 14         | 週三 21:20           | 2019年7月24日 | 1.73%  |
| 15         | 週二 21:20           | 2019年7月30日 | 2.58%  |
| 16         | 週三 21:20           | 2019年7月31日 | 2.59%  |
| 17         | 週二 21:20           | 2019年8月6日  | 3.07%  |
| 18         | 週三 21:20           | 2019年8月7日  | 3.03%  |
| 19         | 週二 21:20           | 2019年8月13日 | 3.13%  |
| 20         | 週三 21:20           | 2019年8月14日 | 3.25%  |
| 21         | 週二 21:20           | 2019年8月20日 | 4.67%  |
| 平均收視率 | 平均收視率           | 平均收視率    | 2.50%  |

- 收視最低的集數以藍色表示，收視最高的集數以紅色表示，而空格則表示該集的收視沒有相關數據。

## 劇集原聲带
| 曲序 | 曲目                        | 演唱         | 备注                   |
| ---- | --------------------------- | ------------ | ---------------------- |
| 1.   | 《想要忘记的爱》 （片头曲） | Jiew Pinayut | 原唱： 昱拉南·帊摸孟低 |

## 取景
曼谷
- 暖武里府
  - 中央广场西门（英语：CentralPlaza WestGate）
- 佛统府
  - Iyara Fruits Market
- 拉堯縣（英语：Ladyao）
  - Why Here Bar & Bistro
- 巴革县
  - Tea Time's The Charm (ทีไทมส์เดอะชาร์ม)

## 奖项与提名
| 年份 | 颁奖典礼          | 奖项         | 提名                | 结果 | 来源 |
| ---- | ----------------- | ------------ | ------------------- | ---- | ---- |
| 2020 | 2020年Line TV大奖 | 最佳女主角   | 平采娜·樂维瑟派布恩 | 獲獎 |      |
| 2020 | 2020年Line TV大奖 | 最佳剧集系列 | 作品本身            | 獲獎 |      |

### 出處
1. ↑  . FlyVPN. 2019-07-25 （英语）.
2. ↑  . Tvpool Online. 12-06-2019 （泰语）.
3. 1 2 3  . The Momentum. 2019-06-29  [2020-08-05]. （原始内容存档于2020-04-09） （泰语）.
4. ↑  . Khaosod Online. 2019-06-30  [2019-07-23]. （原始内容存档于2019-08-19） （泰语）.
5. ↑  . Dara Daily. 10-07-2019 （泰语）.
6. 1 2 3 4  . ETtoday新聞雲. 2020-01-24 （中文）.
7. ↑  . Goody 25. 10-07-2019 （中文）.
8. 1 2 3 4 5 6  . 新浪香港. 2019-06-20 （中文）.
9. 1 2 3  . 小若. 2019 （中文）.
10. ↑  Mingyang,Tao. . Global Times. 2019-06-27  [2021-03-08]. （原始内容存档于2021-06-09） （英语）.
11. 1 2  . 香港01. 2019-11-16  [2020-08-05]. （原始内容存档于2020-10-20） （中文）.
12. ↑  悟淨. . 一腐成主顧. 2019-09-15 （中文）.
13. ↑  . 小若. 2019 （中文）.
14. ↑  . ETtoday新聞雲. 2019-03-03  [2020-08-05]. （原始内容存档于2020-09-22） （中文）.
15. ↑  . 香港01. 2019-06-16  [2020-08-05]. （原始内容存档于2021-07-31） （中文）.
16. ↑  . 搜狐新聞. 2019-08-21 （中文）.
17. 1 2  . 泰国头条新闻. 2019-08-21  [2020-08-05]. （原始内容存档于2019-12-03） （中文）.
18. 1 2  . 搜狐新聞. 2020-01-21 （中文）.

## 外部連結
- One31官方網站（页面存档备份，存于）（泰文）
- MyDramaList 劇集介紹及劇評（页面存档备份，存于）（英文）
- 豆瓣电影上《吹落的樹葉》的資料 （简体中文）